# Jesús Izcaray Cebriano
Justo Jesús Izcaray Cebriano, né le 14 décembre 1908 à Béjar, Salamanque, Espagne, et mort le 10 janvier 1980 à Madrid, Espagne, est un journaliste et écrivain espagnol.
En 1938, il reçoit le Prix National de Littérature de l'Espagne républicaine pour Madrid es nuestro, un ouvrage qui rassemble ses chroniques sur la défense de Madrid, qu'il a écrites pendant la guerre civile espagnole de 1936-1939, ainsi que celles des journalistes Clemente Cimorra, Mariano Perla et Eduardo de Ontañón.

## Biographie

### Enfance et formation
Fils de Petra Isidora Izcaray Cebriano (1885-1959), célibataire, et de père inconnu, il est baptisé en l'église paroissiale de San Juan Bautista sous les noms de Justo Jesús, et enregistré sous les deux noms de sa mère. Il a appris à lire et à écrire ses premières lettres à l'école salésienne de Béjar et il  est élevé par sa tante Carola, Gregoria Carolina Izcaray Izquierdo (1848-1922), à l’Auberge du Commerce (Fonda del Comercio), situé à l'époque au 24-26 de la rue Sánchez Ocaña, et hérité de son défunt mari, Ignacio Rodríguez.
Les difficultés familiales et sociales que connaît Béjar au début du XXe siècle poussent tante Carola et les nièces, qu'elle avait accueillies dans son auberge, à s’installer à Madrid en 1915. Au printemps 1916, elles sont returnées à Béjar pour chercher Jesús. Il avait sept ans et allait vivre à Madrid pendant les trois années suivantes, faisant l’expérience de la faim et de la misère au gré des difficultés que rencontrait l’affaire familiale. Ces différents lieux de vie ont été pour lui des plates-formes d'apprentissage et une base pour sa vie future. Dans les rues de San Bernardo, Fuencarral et Monteleón, il goûte aux joies des jeux d'enfants, aux défilés militaires colorés de la Plaza de Oriente, aux films des petits cinémas de quartier, aux peintures du musée du Prado, à la musique des orchestres dans les cafés, aux douceurs de la pâtisserie San Onofre; il y découvre les motivations des manifestations ouvrières et les méfaits des bandes du quartier de Malasaña.
La famille Izcaray décide finalement de s'installer à Burgos, où elle travaille dans l'usine de cartes à jouer d'Antonio Moliner.
Jesús fait sa première communion en l'église de San Lesmes Abad à Burgos le 13 mai 1920. Ayant abandonné l'école mariste de Burgos, son oncle et sa tante lui offrent des cours particuliers. Dès lors, l'adolescent commence à se former seul par des lectures abondantes et nourrissantes de la littérature classique espagnole.
Après la mort de sa tante Carola et un incendie dévastateur dans l'immeuble de l'entreprise de cartes à jouer le 19 décembre 1922, sa tante et son oncle Carmen García Izcaray et Francisco Cameno s'installent avec Jesus à Barcelone. Compte tenu de ses désaccords idéologiques avec Francisco Cameno, le jeune garçon se porte volontaire pour effectuer son service militaire dans le régiment d'infanterie de Léon, n° 38, situé sur la place de San Francisco el Grande à Madrid.

### À Madrid dans les années 1930
Izcaray retourne à la capitale espagnole en 1929, déterminé à entamer une carrière d'écrivain. Il a d'abord travaillé en tant que stagiaire au journal El Imparcial (qu'il quittera deux ans plus tard en raison de son désaccord avec la politique du journal concernant le statut de la Catalogne). Il a également contribué de manière sporadique au supplément littéraire hebdomadaire «Los Lunes de El Imparcial». Son travail de reporter l'a mis en contact avec la réalité sociopolitique de l'époque et sa lecture de Lénine oriente définitivement ses idées. Il finit par rejoindre les jeunes socialistes de gauche.

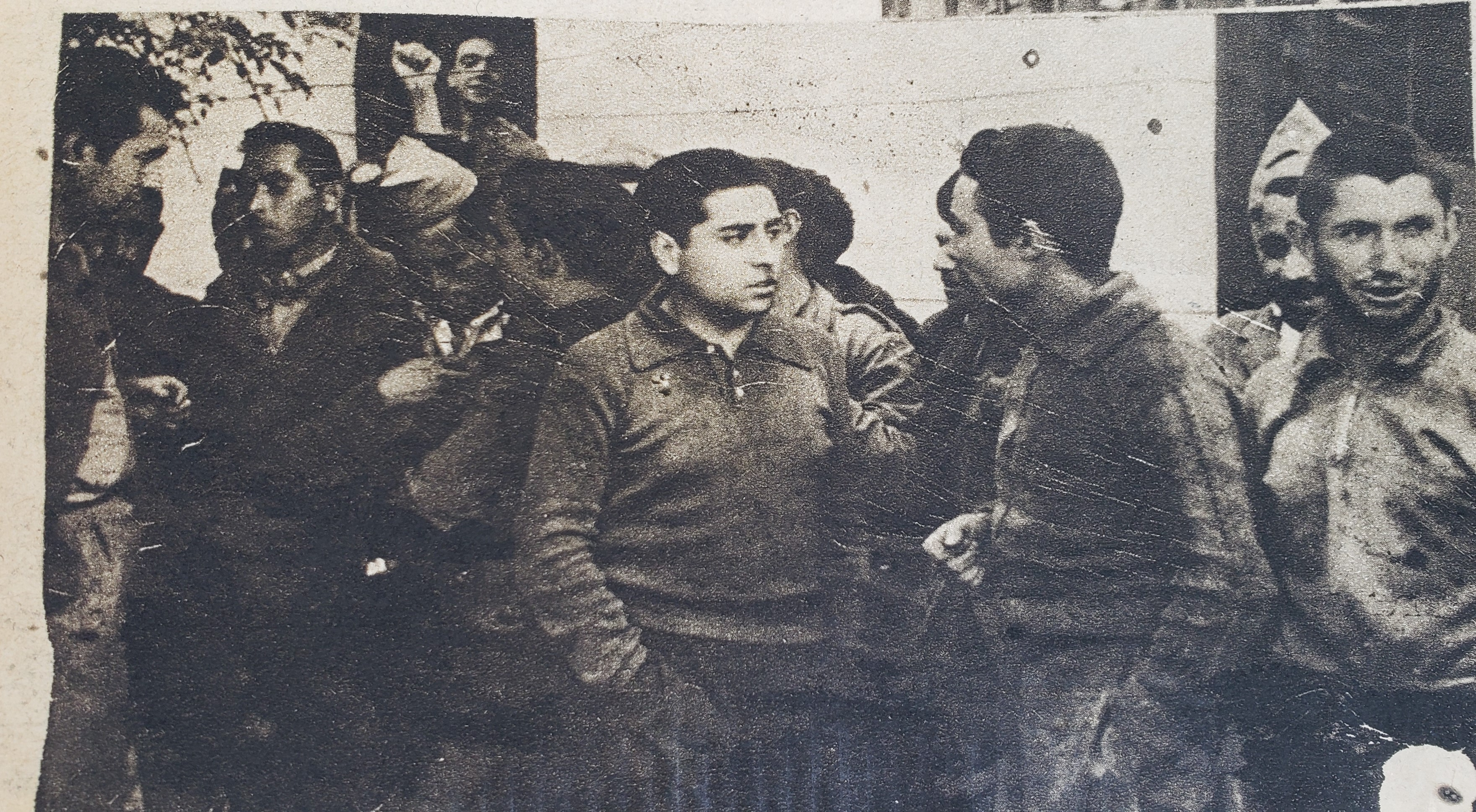
Jesús Izcaray parlant à d'autres miliciens. Photo de Mayo, publiée en Estampa le 19 juin 1937.

En tant que journaliste, il se forma au sein des rédactions de plusieurs journaux madrilènes. Pour la rubrique «theâtre» de La Voz, il a interviewé, entre autres, Manuel Azaña, Celia Gámez et Amadeo Vives. Pour le Heraldo de Madrid, il rédige des reportages sur les revues de plusieurs théâtres et leurs vedettes: le Reina Victoria, le Nuevo Romea, l′Eslava, le Fuencarral, le Pavón et le Maravillas. Dans la rubrique  théâtre du Luz, dirigée par Juan Chabás, il a publié ses conversations avec Pedro Muñoz Seca, Eduardo Marquina, Rafael Alberti, Margarita Xirgu, Ramón Gómez de la Serna et bien d'autres voix quides reportages se rejoignent pour réclamer le renouveau du théâtre espagnol. Il travaille brièvement pour le Diario de Madrid avant que Manuel Chaves Nogales ne lui propose un poste au sein de l'équipe du quotidien Ahora en février 1935.
Jesús Izcaray a déjà écrit, avec Nicolás Escanilla,,son premier livre, El socialismo español después de octubre (Posición de líderes y masas).
En 1936, il commence à collaborer sporadiquement à la revue Estampa.
Après avoir participé à l’assaut de la caserne de La Montaña, en tant que soldat et journaliste pendant la guerre civile espagnole de 1936-1939, il rencontre des membres des Brigades internationales, et il envoie ses chroniques depuis différents fronts, et pas seulement à Ahora et Estampa. A la fin de l’année 1936, il commence à écrire pour Mundo Obrero et Frente Rojo, les publications du Parti communiste espagnol, auquel il adhère en décembre de la même année.

### Après la guerre civile espagnole, l'exilauMexique
Lorsque le gouvernement de la Seconde République espagnole s'installe à Valence, Izcaray quitte également Madrid, le 6 novembre 1936, à l'étroit dans la voiture de fonction du journal, avec Manuel Chaves Nogales, Paulino Masip, Manuel D. Benavides et Clemente Cimorra. Cependant, à la pensée des miliciens avec lesquels il avait combattu, il décide  de revenir pour défendre Madrid. Cimorra revint avec lui.

Envoyé à Barcelone en 1938 comme directeur adjoint du Frente Rojo, Izcaray reste à Barcelone jusqu'à son départ en exil le 9 février 1939, via Portbou (Gérone), en compagnie du colonel Juan «Modesto» Guilloto León et de Wenceslao Roces.

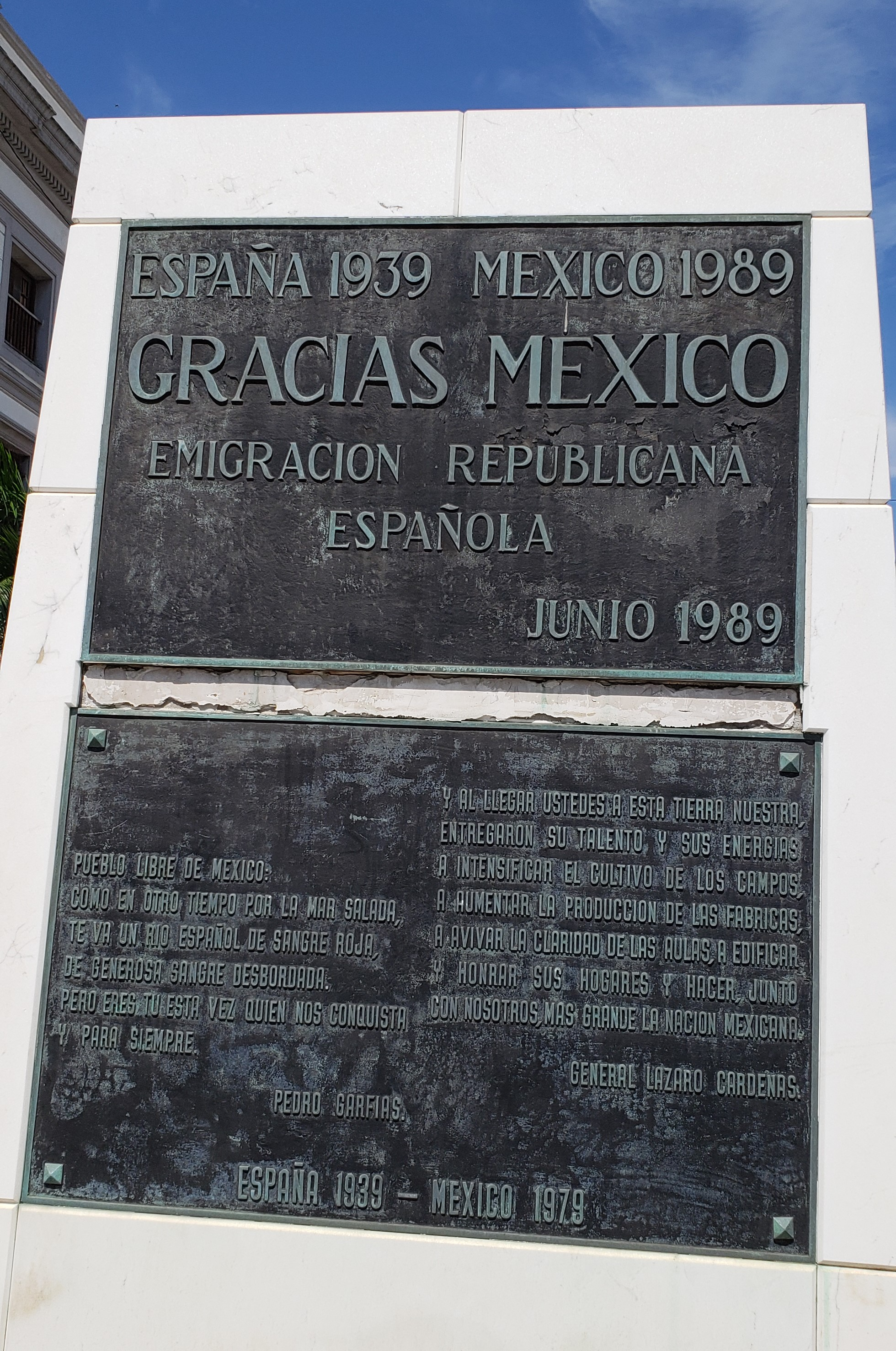
Plaques commémorant l'arrivée du bateau à vapeur Sinaia avec des exilés républicains espagnols dans le port mexicain de Veracruz en juin 1939 (Photo prise à Veracruz le 8 septembre 2023).

Il passa quelques mois dans le camp de concentration d'Argelès-sur-Mer (dans le sud-est du département des Pyrénées-Orientales). Puis, profitant de la généreuse ouverture du Mexique à l'égard des exilés républicains espagnols, proposée par son président Lázaro Cárdenas, Izcaray quitta Sète (France) à bord du Sinaia le 25 mai 1939. Il débarque dans le port mexicain de Veracruz le 13 juin 1939, en compagnie de son épouse Elena Caamaño Cimadevila. Le couple s'installe dans la ville de Mexico et, jusqu'à ce que celui-ci trouve du travail, dépend de l'aide reçue de son propre parti et du soutien économique du Servicio de Evacuación de Refugiados Españoles (SERE, Service espagnol d'évacuation des réfugiés), présidé par Juan Negrín, ou de la Junta de Auxilio a los Republicanos Españoles (JARE, Comité d'aide aux républicains espagnols), dirigée par Indalecio Prieto, par l'intermédiaire du Comité Técnico de Ayuda a los Refugiados Españoles en México (CTAREM, Comité technique d'aide aux réfugiés espagnols au Mexique).
À Mexico, le journaliste espagnol a contribué à la fondation du journal España Popular. Semanario al servicio del pueblo español, dont le premier numéro paraît le 18 février 1940. José Renau en était le directeur de la rédaction, et J. Izcaray, le rédacteur en chef.
Izcaray a beaucoup écrit durant son séjour au Mexique, bien que nombre de ses œuvres n'aient pas été signées. C'est le cas notamment des scénarios de films qu'il a co-écrits avec Alfonso Lapeña, comme ce fut le cas aussi d’une adaptation du roman Divorciadas (de l'auteure mexicaine Julia Guzmán), ou le cas encore de la comédie musicale Tarde de lluvia (une biographie de Rossini qui n'a pas été portée à l'écran). Outre son travail pour España Popular, le journaliste envoie des articles à la revue Estampa, publiée par le journal Excélsior de la capitale mexicaine, et entreprend une biographie du maestro Agustín Lara.

### Retour clandestin en Espagne

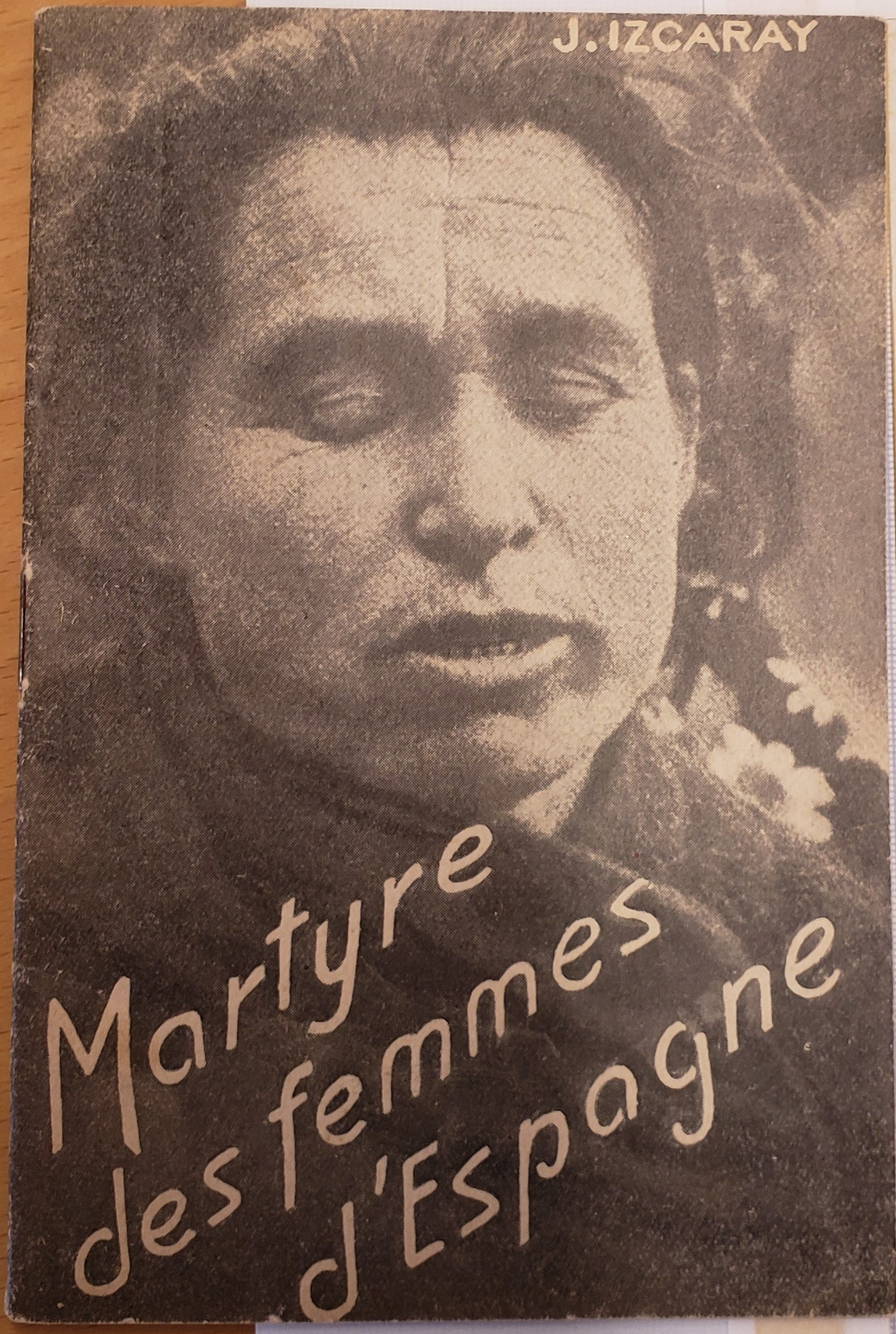
Jesús Izcaray: Martyre des femmes d´Espagne. Achevé d´imprimer le 16 juin 1948, sur les presses de la Société Nationale des Entreprises de Presse. Imprimerie Chateaudun, 59 et 61 rue La Fayette à Paris.

Le 8 avril 1941, Izcaray est naturalisé mexicain et obtiendra un passeport par la suite.. En 1944, dans le but de renforcer la guérilla antifranquiste en Espagne, il s'embarque à Buenos Aires sur le bateau à vapeur Cabo de Hornos, à destination de Lisbonne, où il arrivera le 31 décembre. Avec les documents d'un autre camarade, il entre clandestinement en Espagne par les montagnes de Galice et, évitant de rester à Madrid où il pourrait être reconnu, il rejoint les guérilleros dans la région du Levant espagnol. Il raconte son expérience dans une série de reportages publiés par Mundo Obrero, Ce Soir, Alger Républicain, Regards, L'Operaio Italiano et España Popular, avant de les rassembler en deux volumes: Las guerrillas de Levante (1948) et Treinta días con los guerrilleros de Levante (1951).

### L'exil en France
En 1946, Izcaray quitte à nouveau l'Espagne pour la France. À Toulouse, il reçoit son titre de séjour le 29 janvier 1946. Il s'installe finalement à Paris, où, en janvier 1949, il se fait enregistrer comme réfugié auprès de l'Office Français de Protection des Réfugiés et Apatrides (OFPRA). À Paris, il édite le journal Mundo Obrero  et rédige des critiques d'œuvres d'auteurs espagnols contemporains pour des revues telles que Nuestra Bandera, Cuadernos de Cultura, Nuestras Ideas, Europe, Realidad. Il commence aussi à se consacrer à la littérature. Il écrit des nouvelles et de romans qui seront traduits en plusieurs langues (français, italien, allemand, bulgare, néerlandais, tchèque, polonais, hongrois, chinois et russe), tel que  Martyre des femmes d´Espagne (1948), La hondonada (en français, Vivre à Madrid - 1961),, Noche adelante (Novelas breves y cuentos) (1962), Las ruinas de la muralla (1965), Madame García, tras los cristales (en français, Madame García, derrière sa fenêtre - 1968),; ou encore son projet de tétralogie El río hacia el mar, mélange de fiction et de mémoires, dont il ne publie que deux romans: Un muchacho en la Puerta del Sol (1978) et Cuando estallaron los volcanes (1979)―. Il laissera inachevée l'ébauche de ce qui devait être le troisième roman de la tétralogie, Puente de sangre.
Bien qu'il soit entré et sorti illégalement d'Espagne à plusieurs reprises pendant son exil en France, le retour officiel d'Izcaray en Espagne eut lieu le 14 novembre 1976.
Avec sa seconde épouse, Marcela Santandreu (Flora, comme il l'appelait), ils s’installèrent à Madrid, où Izcaray continua à écrire des articles pour différents journaux nationaux, développa de nouveaux romans et supervisa la publication et la réédition de certaines de ses œuvres en Espagne.

### Décès
Justo Jesús Izcaray Cebriano est décédé des suites d'une thrombose cérébrale, aux premières heures du 10 janvier 1980, dans la clinique madrilène Nuestra Señora de Loreto, aujourd'hui fermée.

## Distinction
Prix National de Littérature, 1938 (Espagne, zone républicaine).

## Publications

### Essai
- 1935 – El socialismo español después de octubre (Posición de líderes y masas). Avec Nicolás Escanilla.

### Biographies
- 1948 – Héroes de España: Casto García Roza
- 1949 – Quien tenga honra que me siga (Manuela Sánchez, la heroína de Carres)

### Chroniques et rapports
- 1937 – Crónicas de la guerra (Recopilación de artículos periodísticos)
- 1938 – Madrid es nuestro (60 crónicas de su defensa). Avec Clemente Cimorra, Mariano Perla y Eduardo de Ontañón. Prix National de Littérature, 1938 (Espagne, zone républicaine).
- 1948 – Las guerrillas de Levante
- 1951 – Treinta días con los guerrilleros de Levante
- 1962 – Reportaje en Cuba
- 1978 – La guerra que yo viví

### Romans et nouvelles
- 1948 – Martyre des femmes d’Espagne
- 1961 – La hondonada (En français, Vivre à Madrid, 1964)
- 1962 – Noche adelante (Novelas breves y cuentos)
- 1965 –Las ruinas de la muralla
- 1968 – Madame García, tras los cristales (En français, Madame García, derrière sa fenêtre, 1969)
- 1973 – Un muchacho en la Puerta del Sol
- 1978 – Cuando estallaron los volcanes